# Magical Mystery Tour
Magical Mystery Tour – tytuł dwóch odrębnych wydawnictw płytowych zespołu The Beatles, jakie ukazały się w 1967 na rynku muzycznym, LP i podwójnej EP-ki; oba wydania zawierały składającą się z sześciu piosenek ścieżkę dźwiękową do filmu telewizyjnego pod tym samym tytułem.
Chronologicznie pierwszy był wydany w USA album, który wypełniły, obok ścieżki dźwiękowej, nagrania singlowe zespołu z 1967. Wersja ta weszła do oficjalnej dyskografii zespołu jako płyta długogrająca i ukazała się również w wersji CD.
8 grudnia 1967 ukazała się na rynku brytyjskim podwójna EP-ka, zawierająca sześć wspomnianych piosenek ze ścieżki dźwiękowej filmu Magical Mystery Tour.
Soundtrack okazał się komercyjnym i artystycznym sukcesem, został nominowany do nagrody Grammy, pomimo że sam film okazał się artystyczną i komercyjną klapą.
Wydanie albumu Magical Mystery Tour stało się jednym z największych komercyjnych sukcesów w historii wytwórni Capitol; w ciągu trzech pierwszych tygodni sprzedaży przyniósł on 8 mln dolarów zysku. Do połowy stycznia 1968 sprzedano 1,75 mln egzemplarzy albumu.
23 grudnia 1967 album zadebiutował na liście Top 200 najlepiej sprzedawanych albumów w USA na miejscu 157 a już 6 stycznia 1968 znalazł się na pozycji 1., którą zajmował przez osiem tygodni.

## Historia projektu Magical Mystery Tour

### Film Magical Mystery Tour
Po albumie Sgt. Pepper’s Lonely Hearts Club Band, Paul McCartney chciał stworzyć film bazujący na zespole The Beatles i jego muzyce. Film miał być improwizowany: rozmaici „zwykli” ludzie mieli podróżować autobusem i przeżywać bliżej nieokreślone „magiczne” przygody. Film Magical Mystery Tour został nakręcony, a jego ilustrację dźwiękową stanowiło sześć nowych piosenek The Beatles; oczekiwane z nadzieją „magiczne” przygody jednak się nie wydarzyły. Film został wyświetlony przez telewizję BBC w okresie świąt Bożego Narodzenia 1967 i został bezlitośnie potraktowany przez krytykę.

### Album i EP-ka Magical Mystery Tour
Wykorzystane w filmie piosenki stanowiły pewien problem zarówno dla The Beatles, jak i dla wytwórni EMI, ponieważ było ich za mało jak na album, a za dużo jak na EP-kę. Jednym z rozważanych pomysłów było wydanie materiału muzycznego w formie EP-ki, która byłaby odtwarzana z szybkością 331/3 obrotów na minutę, co jednakże spowodowałoby stratę w jakości dźwięku, więc pomysł zarzucono. Ostatecznie zdecydowano się na pomysłowe wydanie piosenek jako podwójnej EP-ki w rozkładanej okładce z dołączoną 28-stronicową książeczką (tzw. bookletem), zawierającą teksty piosenek i kolorowe zdjęcia. Krytyk muzyczny Bob Neaverson tak napisał o tym wydawnictwie: „Było to z pewnością rozwiązanie, jeśli chodzi o ilość piosenek, ale można podejrzewać, że częściowo dało znać o sobie pionierskie zamiłowanie The Beatles do eksperymentowania z tradycyjnymi formatami i opakowaniami”. Wydawnictwo ukazało się (zarówno w wersji mono, jak i stereo) w Wielkiej Brytanii 8 grudnia 1967, w okresie sezonu świątecznego i było sprzedawane w cenie 19 szylingów i 6 pensów.
W USA, gdzie EP-ki nie były w tym czasie popularne, wytwórnia Capitol zdecydowała się (wbrew życzeniu The Beatles) wydać piosenki na albumie, uzupełniając je o aktualne nagrania singlowe zespołu. Album ten ukazał się 27 listopada 1967 (11 dni przed wydaniem EP-ki) w rozkładanej okładce z dołączoną kolorową 24-stronicową książeczką, zawierającą zdjęcia z filmu. Na wewnętrznej okładce znalazły się też teksty piosenek. Pierwsza strona LP zawierała piosenki wykorzystane w filmie (wydane później na EP-ce), natomiast na drugiej stronie umieszczono nagrania z singli zespołu wydanych w 1967 (m.in. „Penny Lane”, „Baby, You’re a Rich Man” i „All You Need Is Love”); piosenki zostały wydane w wersji duofonicznej.

## Historia wydań Magical Mystery Tour na świecie
| Kraj             | Data              | Wytwórnia              | Format             | Nr kat.       | Uwagi                                                                           |
| ---------------- | ----------------- | ---------------------- | ------------------ | ------------- | ------------------------------------------------------------------------------- |
| USA              | 27 listopada 1967 | Capitol                | LP monofoniczny    | MAL 2835      |                                                                                 |
| USA              | 27 listopada 1967 | Capitol                | LP stereofoniczny  | SMAL 2835     |                                                                                 |
| Wielka Brytania  | 8 grudnia 1967    | Parlophone             | mono podwójny EP   | MMT 1-2       | tylko jako soundtrack (6 utworów)                                               |
| Wielka Brytania  | 8 grudnia 1967    | Parlophone             | podwójny EP stereo | SMMT 1-2      | tylko jako soundtrack (6 utworów)                                               |
| Nowa Zelandia    | 1970              | World Record Club      | stereo LP          | SLZ 8308      | w różnych okładkach, zatytułowany: Magical Mystery Tour and Other Splendid Hits |
| RFN              | 1971              | Hor Zu/Apple           | stereo LP          | SHZE 327      | w różnych okładkach; w pierwszym wydaniu wszystkie nagrania w wersji stereo     |
| Wielka Brytania  | 1973              | EMI                    | kaseta stereo      | TC-PCS 3077   | jako: Magical Mystery Tour & other titles                                       |
| Wielka Brytania  | 19 listopada 1976 | Apple, Parlophone      | stereo LP          | PCTC 255      |                                                                                 |
| na całym świecie | 21 września 1987  | Apple, Parlophone, EMI | stereo CD          | CDP 7 48062 2 |                                                                                 |
| USA              | 1988              | Capitol                | stereo LP          | C1-48061      |                                                                                 |
| Wielka Brytania  | 15 czerwca 1992   | Parlophone             | stereo CD          | CDMAG 1       | tylko jako soundtrack (6 utworów)                                               |
| Japonia          | 11 marca 1998     | Toshiba-EMI            | CD                 | TOCP 51124    |                                                                                 |
| Japonia          | 21 stycznia 2004  | Toshiba-EMI            | LP                 | TOJP 60144    | zremasterowany                                                                  |
| na całym świecie | 9 września 2009   |                        | mono CD            |               | zremasterowany                                                                  |
| na całym świecie | 9 września 2009   | stereo CD              |                    |               | zremasterowany                                                                  |

W 1969 i 1971 stworzono wersje stereo, przedtem nieosiągalne, co pozwoliło na wydanie pierwszego LP w wersji stereo (1971, RFN).
Ponieważ w Wielkiej Brytanii pojawiło się zapotrzebowanie na LP, zaczęto sprowadzać wydawnictwo Capitolu z USA; w styczniu 1968 album osiągnął pozycję 31. na brytyjskiej liście najlepiej sprzedawanych albumów. W 1976 wytwórnia EMI wydała album w Wielkiej Brytanii, ale wykorzystała ponownie wersję duofoniczną Capitolu.
Kiedy 21 września 1987 wydano dyskografię The Beatles na płytach CD, pojawiła się w niej albumowa wersja stereo Magical Mystery Tour jako oficjalna część dyskografii zespołu.
Również włączenie do albumu w wersji CD nagrań z singli z 1967 oznaczało, iż stał się on oficjalnym albumem; jego czas trwania (36:52) też był porównywalny z innymi wydawnictwami The Beatles. Z tego względu nagrań tych nie uwzględniono na kompilacyjnym wydawnictwie Past Masters wydanym 7 marca 1988, stanowiącym głównie zbiór nagrań singlowych zespołu z lat 1962–1970.
Album Magical Mystery Tour został zremasterowany i wydany ponownie na CD w 2009 roku.

## Lista utworów wersji LP (USA)
Wszystkie utwory duetu Lennon/McCartney, poza zaznaczonymi.
Strona pierwsza:
| 1. | „Magical Mystery Tour”                     | 2:48  |
|    |                                            |       |
| 2. | „The Fool on the Hill”                     | 2:59  |
|    |                                            |       |
| 3. | „Flying” (Lennon-McCartney-Harrison-Starr) | 2:16  |
|    |                                            |       |
| 4. | „Blue Jay Way” (Harrison)                  | 3:54  |
|    |                                            |       |
| 5. | „Your Mother Should Know”                  | 2:33  |
|    |                                            |       |
| 6. | „I Am the Walrus”                          | 4:35  |
|    |                                            |       |
|    |                                            | 19:05 |
|    |                                            |       |
Strona druga:
| 1. | „Hello, Goodbye”            | 3:24  |
|    |                             |       |
| 2. | „Strawberry Fields Forever” | 4:05  |
|    |                             |       |
| 3. | „Penny Lane”                | 3:00  |
|    |                             |       |
| 4. | „Baby You’re a Rich Man”    | 3:07  |
|    |                             |       |
| 5. | „All You Need Is Love”      | 3:57  |
|    |                             |       |
|    |                             | 17:33 |
|    |                             |       |

## Lista utworów wersji podwójna EP-ka (Wielka Brytania)
Wszystkie utwory duetu Lennon/McCartney, poza zaznaczonymi.
Strona pierwsza:
| 1. | „Magical Mystery Tour”    | 2:48  |
|    |                           |       |
| 2. | „Your Mother Should Know” | 2:33  |
|    |                           |       |
|    |                           | 05:21 |
|    |                           |       |
Strona druga:
| 1. | „I Am the Walrus” | 4:35  |
|    |                   |       |
|    |                   | 04:35 |
|    |                   |       |
Strona trzecia:
| 1. | „The Fool on the Hill”                       | 3:00  |
|    |                                              |       |
| 2. | „Flying” (Lennon-McCartney-Harrison-Starkey) | 2:16  |
|    |                                              |       |
|    |                                              | 05:16 |
|    |                                              |       |
Strona czwarta:
| 1. | „Blue Jay Way” (Harrison) | 3:50  |
|    |                           |       |
|    |                           | 03:50 |
|    |                           |       |

## Muzycy
The Beatles:
- George Harrison – gitara, śpiew, harmonijka ustna w „The Fool on the Hill”
- John Lennon – gitara, fortepian elektryczny, melotron, śpiew, harmonijka ustna w „The Fool on the Hill”
- Paul McCartney – gitara basowa, fortepian, mellotron, śpiew, flet prosty w „The Fool on the Hill”
- Ringo Starr – perkusja, śpiew

Inżynierowie dźwięku:
- Geoff Emerick i Ken Scott

Muzycy studyjni:
- „Magical Mystery Tour”: Mal Evans i Neil Aspinall – instrumenty perkusyjne, David Mason, Elgar Howarth, Roy Copestake i John Wilbraham – trąbki
- „The Fool on the Hill”: Christoper Taylor, Richard Taylor i Jack Ellory – flety[28]
- „I Am the Walrus”: Sidney Sax, Jack Rothstein, Ralph Elman, Andrew McGee, Jack Greene, Louis Stevens, John Jezzard i Jack Richards – skrzypce, Lionel Ross, Eldon Fox, Brian Martin i Terry Weil – wiolonczele, Neill Sanders, Tony Tunstall i Morris Miller – rogi, Peggie Allen, Wendy Horan, Pat Whitmore, Jill Utting, June Day, Sylvia King, Irene King, G. Mallen, Fred Lucas, Mike Redway, John O’Neill, F. Dachtler, Allan Grant, D. Griffiths, J. Smith i J. Fraser – wokal wspierający
- „Hello, Goodbye”: Ken Essex, Leo Birnbaum – altówki
- „Strawberry Fields Forever”: Mal Evans – instrumenty perkusyjne, Tony Fisher, Greg Bowen, Derek Watkins i Stanley Roderick – trąbki, John Hall, Derek Simpson, Norman Jones – wiolonczele
- „Penny Lane”: Ray Swinfield, P. Goody, Manny Winters i Dennis Walton – flety, Leon Calvert, Freddy Clayton, Bert Courtley i Duncan Campbell – trąbki, Dick Morgan i Mike Winfield – rożki angielskie, Frank Clarke – kontrabas, David Mason – trąbka piccolo
- „Baby, You’re a Rich Man”: Eddie Kramer – wibrafon
- „All You Need Is Love” – George Martin – fortepian, Mick Jagger, Keith Richards, Marianne Faithfull, Keith Moon, Eric Clapton, Pattie Boyd, Jane Asher, Mike McCartney, Maureen Starkey, Graham Nash z żoną, Gary Leeds i Hunter Davies – wokal wspierający, Sidney Sax, Patrick Halling, Eric Bowie i Jack Holmes – skrzypce, Rex Morris i Don Honeywill – saksofony, David Mason i Stanley Woods – trąbki, Evan Watkins i Henry Spain – rogi, Jack Emblow – akordeon, Brian Martin – wiolonczela